# La Jonquière
La Jonquière is een helling uit de Belgische provincie Henegouwen.

## Wielrennen
De helling is opgenomen in de Cotacol Encyclopedie met de 1.000 zwaarste beklimmingen van België.